# 青海省語言文字工作委員會
青海省语言文字工作委员会，簡稱青海省語委，主管青海省的語言文字工作。2019年，主任刘涛（兼任省政府副省长），副主任王述友（兼任省政府副秘书长），副主任韩英（兼任省教育厅厅长）。